# Franco Massimino
Franco Massimino, né le 23 mai 1988 à Salta (Argentine), est un joueur international argentin de volley-ball  (1,77 m, 68 kg) évoluant à l'Alterna Stade poitevin Volley-Ball, au poste de libero, seul joueur de l'équipe interdit d'attaquer et se consacrant aux tâches défensives.

## Biographie

### Jeunesse
Franco Massimino est né à Salta, située au pied oriental de la Cordillère des Andes, dans la fertile vallée de Lerma, à 1 187 m d'altitude, et fait partie d'une famille de volleyeurs puisque, son frère Luciano, joue aussi en tant que libéro et son père était arbitre.
Massimino a grandi à Chivilcoy.
En août 2019, il est médaillé d'or avec l'équipe d'Argentine aux Jeux panaméricains de Lima, en battant les joueurs péruviens 3 sets à 0 en finale. Il fait par ailleurs partie de l'équipe-type de ce tournoi.

### Carrière

#### Début professionnel au Misiones Voley (2007-2008)
Il débute le volley à 12 ans et signe son premier contrat pro au Missiones Voley en 2007, club professionnel de la capitale argentine. À 19 ans, il connaît ses premières titularisations au poste de libéro avec Misiones Voley mais en manque de temps de jeu, il décide de quitter sa ville natale.

#### Union de Formosa (2008-2009; 2010-2013)
Lors de son premier passage, la première année, Franco perd la finale du championnat national contre Bolivar.
Il rejoint puerto San Martin Voley pour une année (2009-2010) puis retourne à l'Union de Formosa de 2010 à 2015.
Au terme de la saison 2010-2011, pour son troisième exercice professionnel, Franco concède, une nouvelle fois, la défaite, non pas en championnat mais en finale de la coupe d'Argentine. Une désillusion vite oubliée puisque l'année suivante, il remportera son premier trophée en professionnel, de plus, avec son frère dans la même équipe.
En parallèle, dans le championnat national, son équipe terminera 3e deux années consécutives en 2010-2011 et 2011-2012.

#### Lomas (2015-2018)
De 2015 à 2018, celui qui se réfère à Serginho, atterrit à Lomas Voley.
Il fait partie des moments les plus glorieux de l'équipe, comme la médaille de bronze dans les clubs sud-américains 2015 ou la série finale de la Ligue argentine jouée contre UPCN San Juan Vóley. Le libéro ira pour sa quatrième saison avec le maillot de Lomas Vóley, comme l'un de ceux qui sont restés depuis la naissance du projet.
Il terminera 3e en championnat en 2016, 2017 et 2018.
En 2015-2016, Lomas Vóley atteint les demi-finales pour la première fois. L'année suivante, il a atteint une finale de club sud-américain. Il sort également vainqueur de la supercoupe en 2017 et en 2018.

« Le bilan est très positif. Même si nous voulions plus, nous étions à nouveau parmi les quatre meilleurs, nous avons joué la finale de la master cup, nous avons remporté le presudamericano à San Juan contre UPCN et nous sommes arrivés deuxièmes de Sada Cruzeiro en Amérique du Sud, ce qui était quelque chose d'historique [...] La vérité est que ce fut une grande année et, en plus, ceux d'entre nous qui venaient d'arriver avaient également été champions pour la quatrième fois. Je me sentais très bien, je pense qu'année après année, je m'améliorais et contribuais d'avantage à l'équipe. J'espère que je pourrai continuer à grandir »

— Pachi

#### Obras (2018-2019)
En 2018 Franco Massimino est une référence en défense dans le volleyball argentin. Médaillé de bronze en 2018-2019, second du championnat, et vainqueur de la coupe d'Argentine et couronné par de nouvelles sélections avec l'équipe nationale. C'est ainsi que le libéro vient à Cuyo pour protéger la défense dans une ligue qui, à cette période, s'annonce très compétitive.

« Je suis heureux d'arriver à Obras, avec beaucoup d'attentes car après cinq ans dans le même club, le changement est radical et mais j'ai hâte de commencer avec ma nouvelle équipe »

— Franco Massimino
Le libéro qui occupe la place de Michele Verasio, a déclaré qu' « avec l'équipe, nous essaierons d'aller le plus loin possible dans chaque compétition que nous jouerons. Et personnellement, je veux continuer à grandir année après année comme je l'ai fait. Je ferai tout mon possible pour que tout ce que joue Obras soit le meilleur niveau possible ».

#### Arrivée en France au CVB 52 (depuis 2019)
Le 21 mai 2019, le CVB 52 annonce l'arrivée de Franco Massimino. Il est la quatrième recrue à rejoindre l'équipe Haut-Marnaise. Après avoir passé la majeure partie de sa carrière en Argentine, le voici en Europe afin de passer un palier et de disputer des matchs de très haut niveau et briller en Europe. Il est rejoint par Jesus Herrera et Osniel Melgarejo (en), ses compères à Obras San Juan Voley.
Il est une pièce fondamentale du dispositif de l'entraîneur italien Silvano Prandi. Il est notamment MVP lors du match contre Nice, intraitable en réception (91 % de réceptions positives, 55 % excellentes) et performant en défense. En 2020-2021, l'argentin dispute la finale du championnat de France, perdue face à Cannes au tie-break. Les Haut-Marnais prennent leur revanche en supercoupe en la remportant sur un score sans appel.
Lors de la saison 2021-2022, il remporte la coupe de France, trophée qui manquait aux Chaumontais à la suite d'échecs en 2018 et 2019. Dans une atmosphère incroyable et un match à rebondissement, le CVB 52 remporte sa première coupe de France grâce notamment à une défense de qualité, dont Franco Massimino faisait partie.
Le CVB52 ne prolonge pas son contrat et quitte le club avec la fierté du travail accompli. 

#### Arrivée à Nantes-Rezé
Alors que l'équipe se donne pour objectif de jouer les play-off, le club fera mieux en allant jusqu'en demi-finale. Franco Massimino devient le capitaine de l'équipe et les guide vers leur premier titre : la coupe de France. 
Franco Massimino (capitaine et libéro de Nantes-Rezé, vainqueur de Montpellier en finale de la Coupe de France) : « Je n'ai pas de mots, cette équipe méritait un titre. Ce n'est pas fini, on va aller chercher le Championnat, j'espère que cette victoire nous donnera la puissance suffisante. C'est bien d'avoir des trophées individuels, mais ça fait deux ans que la force de l'équipe, c'est le groupe. Félicitations à Chizo (le pointu Chizoba Neves Atu, MVP de la finale), mais on a gagné en équipe, quel que soit le joueur qui marque le point, fait la passe ou la défense, on est tous ensemble. Avec un calendrier comme ça, ce n'est pas facile de profiter. On va profiter aujourd'hui (dimanche), parce que c'est mérité, mais demain matin on va penser à Saint-Nazaire (pour le deuxième match des quarts de finale du Championnat, après avoir perdu le premier mardi dernier), c'est nécessaire. »
Dans l'euphorie des victoires, il quitte le club en 2024 à la suite du dépôt de bilan du club.

#### Arrivée à Alterna Stade poitevin

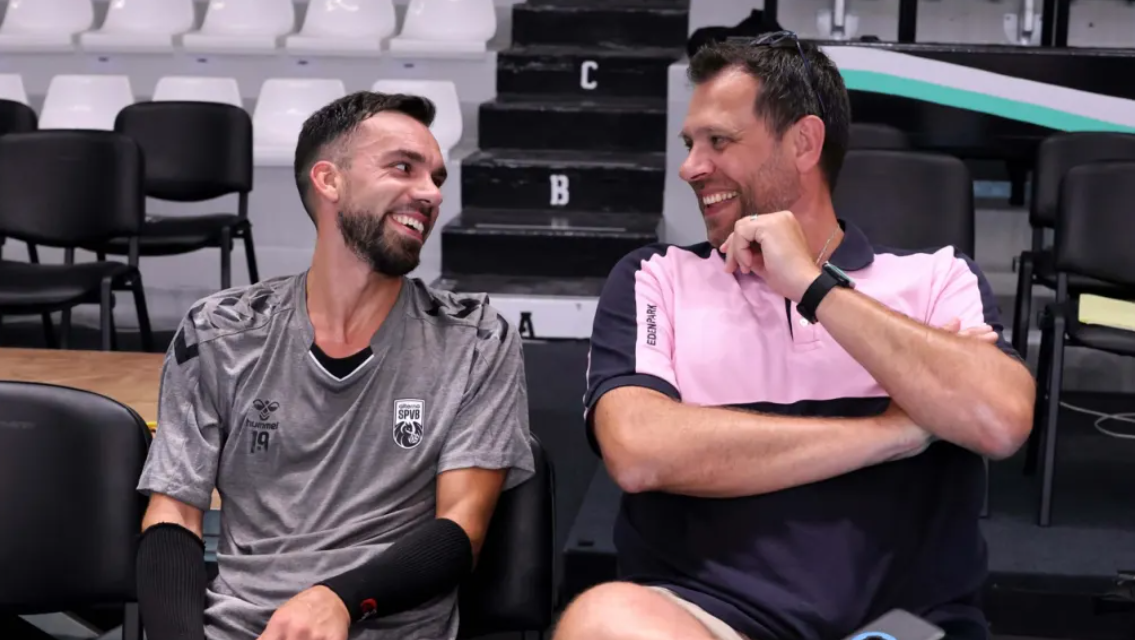

L’Argentin Franco Massimino, qui a quitté le Nantes Rezé Métropole à l'été 2024, après les déboirs financiers de Nantes-Rezé, fait aujourd’hui le bonheur du Stade poitevin, où il joue désormais avec un certain Earvin Ngapeth. Les deux hommes auraient dû être coéquipiers à Nantes… 
Le malheur des uns peut faire le bonheur des autres… Personne dans le volley hexagonal ne peut se réjouir des difficultés financières de Nantes-Rezé et de la liquidation judiciaire du club ligérien. Alors que l’Argentin s’entraînait depuis plusieurs semaines dans la Vienne, le club stadiste était à la recherche d’un jeune libero pour le développer dans l’ombre de Tom Cannessant. « C’est une opportunité de marché inespérée, explique Cédric Enard. Si je n’avais pas tenté le coup, je n’aurais pas fait mon travail. »

#### En équipe nationale
Franco Massimino vit sa première sélection en 2011 avec les U23.
Dans un premier temps, il fait partie de la liste préliminaire de Javier Weber en mars 2012, même si plus tard il ne pouvait pas rester dans l'équipe qui a finalement participé aux compétitions internationales.
Puis, dans un second temps, en novembre, le sélectionneur Julio Velasco, a publié une liste de dix-huit joueurs dont fait partie pour la première fois le libéro Chivilcoyan. Il est inclus sur la liste, grâce à un excellent travail réalisés les dernières années avec l'équipe de Lomas Voley notamment. Il peut enfiler le maillot de son pays pour la première fois lors du tournoi qui compte quinze matchs sur cinq week-ends.
De 2014 à 2018, les sélectionneurs Velasco et Mendez lui font confiance car il arrive à un moment de grande maturité et de haut niveau. Le champion panaméricain à Lima, au Pérou, a également expliqué ce que signifie porter le maillot bleu clair et blanc :

« Les Argentins sont tellement passionnés que porter le maillot de l'équipe nationale est la meilleure chose pour tout athlète. Et obtenir une médaille en une Panaméricaine C'est très difficile à expliquer, on essaie toujours de gagner tout ce qu'on joue et quand on y arrive, c'est une énorme satisfaction. Pour moi, c'est une joie énorme et comme je pense toujours que c'est un privilège d'être dans l'équipe nationale argentine, je profite donc chaque jour et je m'entraîne à fond »

— Franco Massimino
Franco Massimino est rappelé notamment en 2018 par l'équipe nationale, qui participe en une année à la Coupe du monde, à la Ligue des Nations et aux jeux panaméricains qu'il remporte.

## Style de jeu
« Pachi » se fait remarquer pour sa greenta. Il est capable de sauter dans les tribunes pour récupérer le ballon et n’hésite pas à plonger. Tête, torse ou épaule, il utilise tout ce qu'il peut pour réceptionner.Il est féroce et agile, avec de très bons réflexes.

## Distinctions individuelles
Le 8 septembre 2017, le maire de la commune de Chivilcoy, Guillermo Britos (es) reçoit le volleyeur chivilcoyen Franco Massimino ainsi que son frère Luciano, pour leurs exploits dans les différentes compétitions nationales.
Franco Massimino a remporté le championnat de la Ligue national de volley-ball avec l'équipe de Lomas, tandis que Luciano a participé aux Jeux olympiques universitaires avec l'équipe nationale argentine à Taipei, en Chine.
Les joueurs ont également été reçus par le chargé des sports, Oscar Fernández. En ce sens, le maire a exprimé sa fierté de les recevoir.

« Je les ai vu grandir en volley et aujourd'hui cela me remplit de satisfaction de voir le niveau qu'ils ont atteint et le sacrifice qu'ils ont fait pour y parvenir. Je ne peux que souligner l'humilité qu'ils ont. »

— chargé des sports

« Chivilcoy est notre place et notre maison. Nous essayons de transmettre notre expérience pour qu'elle se transmette chez les jeunes de la ville. Je serai toujours prêt à lui apporter quelque chose, que ce soit du sport, et pas seulement le volley-ball. »

— Franco Massimino